# Phillip Straling
Phillip Francis Straling (ur. 25 kwietnia 1933 w San Bernardino, Kalifornia) – amerykański duchowny katolicki, biskup Reno w latach 1995-2005.

## Życiorys
Święcenia kapłańskie otrzymał 19 marca 1959 i inkardynowany został do diecezji San Diego. Od roku 1976 był proboszczem parafii Różańca Świętego w rodzinnym mieście - parafii gdzie był ochrzczony, a jego rodzice brali ślub.
14 lipca 1978 papież Paweł VI mianował go pierwszym ordynariuszem diecezji z siedzibą w San Bernardino, która tego samego dnia została wyodrębniona z diecezji San Diego. Sakry udzielił mu metropolita kard. Timothy Manning. Za jego kadencji liczba katolików wzrosła prawie czterokrotnie z 235 tys. do ponad 800 tys., a liczba kapłanów ze 176 do ponad 200. Sytuacja ta doprowadziła do powołania w roku 1992 pierwszego w historii diecezji biskupa pomocniczego, którego bp Straling osobiście konsekrował.
Od 21 marca 1995 do przejścia na emeryturę 21 czerwca 2005 sprawował funkcję biskupa diecezji Reno.